# Ѐ (кириллица)
Ѐ, ѐ (Е с грависом) — буква расширенной кириллицы. Не считается самостоятельной буквой ни в одном из алфавитов.
Сейчас применяется в македонском языке как вариант буквы Е, где служит для смыслоразличения омографичных слов в предложении и обычно ставится в том из них, которое является самостоятельной частью речи. Например, «И не воведи нѐ во искушение, но избави нѐ од лукавиот» (И не введи нас во искушение, но избави нас от лукавого) или «Сѐ што ќе напишете може да се употреби против вас!» (Всё, что вы напишете, может быть употреблено против вас).
Кроме того, Е с грависом может появляться в словарях при обозначении вспомогательного ударения в слове (которое часто отмечается грависом) над буквой Е.
Е с грависом встречается в старых книгах, где обычное ударение обозначалось грависом вместо употребляемого в настоящее время акута.